# Carmen Fernández Etreros
Carmen Fernández Etreros (Madrid, 18 de junio de 1969) es una escritora y periodista española.

## Biografía
Nació en Madrid el 18 de junio de 1969. Se licenció en Ciencias de la Información Periodismo por la Universidad Complutense de Madrid y realizó un doctorado sobre Lengua y literatura aplicada a los medios de comunicación. Desde muy joven se ha dedicado a la literatura, el periodismo y la docencia.
Empieza su carrera periodística en el diario ABC de Madrid, al que siguen diversos medios, como los Informativos de Telecinco o Actualidad económica. Profesora en Institutos de Madrid de 'Procesos y medios de comunicación' y en diversos centros de 'Redacción periodística' y 'Redacción de libros infantil y juveniles'.
Coordinadora de contenidos de la revista en línea de literatura infantil y juvenil "Pizca de papel" desde 2007 y colabora en numerosos medios como crítica literaria como El Tiramilla (enlace roto disponible en Internet Archive; véase el historial, la primera versión y la última)., La tormenta en un vaso, Primeras noticias de literatura infantil y juvenil de Comunicación y Pedagogía, Literaturas.com, Culturamas... Crítica literaria especializada en literatura infantil y juvenil.
En la actualidad dirige la web especializada en cultura y literatura Topcultural. Su pasión por el siglo XIX nace de su interés por las bibliotecas y los gabinetes de lectura. Como escritora destaca su novela gráfica Galdós, un escritor en Madrid y la novela El secreto de Clara León.

## Obras

### Narrativa
- Mariposas de colores (Libroline, 2000).
- Bajo tus alas (Amazon, 2012).
- Paula necesita una sonrisa (Amazon, 2015).
- El secreto de Clara León (Amazon, 2016).

- Galdós, un escritor en Madrid (Editorial Oberon, 2020)

### Relatos
- "La rebeca azul" (Revista Narrativas 3, 2006)
- "El reloj de arena" (Revista Narrativas 6, 2007)
- "El muro", (2000)
- "La dama de blanco y la dama de negro" (2008)

### Artículos y colecciones de artículos
- Artículo "Literatura Infantil y Juvenil 2.0” (Diario El Tiramilla, octubre de 2011).

- Artículo "El teatro español en Revista Nueva” (B.A.D. Boletín de alumnos de Doctorado U.C.M., septiembre de 1995).

- Ponencia y artículo “El modernismo de Jacinto Benavente” (Ponencia en las II Jornadas Internacionales de Jóvenes Investigadores en Ciencias de la Información, U.C.M, abril de 1995).

- Artículo "Rumanía: Un año de resultados y literatura” (Actualidad Económica, 2004).

- Artículo “Panorama actual de la literatura juvenil en España” (Suplemento Literaturas.com octubre de 2005).

- Entrevista a Care Santos: "El peor pecado de un escritor es aburrir" (Revista Babar, 2006).

- Entrevista a Gabriela Keselman: "Morris es como un espejo en el que los niños se pueden mirar y así aprender a reírse de ciertos conflictos" (Pizca de papel, 2009)

- Artículo "Las revistas digitales en la literatura infantil y juvenil" (Primeras noticias de literatura infantil y juvenil, 2007).

- Crítica "La hermana" de Sándor Márai (La tormenta en un vaso, 2007).

- Crítica "El chal andaluz" de Elsa Morante (La tormenta en un vaso 2007).

- Crítica "La ambición de Hugo Cabret" de Brian Selznick (La tormenta en un vaso 2007)

## Varios
- «La gran ilusión», artículo sobre Le Grand Méliès de George Franju en Elegías íntimas. Instantáneas de cineastas. Hilario J. Rodríguez (editor). Madrid: Documenta Madrid, Festival Internacional de documentales de Madrid- Ocho y Medio, 2008.